# İbrahim Tatlıses
İbrahim Tatlıses (nacido İbrahim Tatlı, 1 de enero de 1952, Şanlıurfa, Turquía) es un cantante, actor, director, escritor, productor, y empresario turco de origen kurdo que canta en turco y kurdo. Tatlıses ha grabado 42 álbumes, incluidos Ayağında Kundura y Selam Olsun. Es el presentador del programa de televisión İbo Show y ha aparecido en varias docenas de películas. Grabó un álbum de canciones con el músico iraní Abdollah Alijani Ardeshir. Es también un hombre de negocios involucrado en los negocios de restaurantes y turismo, así como en proyectos de construcción con su socio comercial Ali Sariyildiz en Irak. Fue disparado en la cabeza en un intento de asesinato en 2011.

## Biografía
Tatlıses nació en la ciudad turca Sanliurfa, actualmente, Edesa. En cuanto a su origen étnico, dijo: "Mi padre era árabe de Sanliurfa y mi madre era kurda de Turquía". Perdió a su padre durante la infancia y no asistió a la escuela secundaria. por lo que no sabía leer ni escribir. Se dedicó durante algún tiempo a vender cintas grabadas y a cantar en bodas y en restaurantes hasta que un productor lo descubrió en 1976. A partir de eso momento, adoptó el nombre de Tatlıses (voz dulce) como nombre artístico.
En la década de 1980, el gobierno turco prohibió el uso del kurdo; en un concierto en Suecia en diciembre de 1986, cantó canciones populares en kurdo y fue procesado por propaganda separatista, pero fue declarado no culpable en 1987. En 1988, el empresario Mehmet Yilmaz le pidió en un festival cultural en Usak que cantara una canción folclórica kurda, pero se negó, diciendo "soy kurdo, pero las leyes me prohíben cantar en kurdo". Por esto, fue acusado el 19 de septiembre de 1988. Actualmente, graba canciones en turco y kurdo.
Después de regresar de Alemania, Tatlıses se casó con Ayşegül Yıldız el 27 de septiembre de 2011 en la instalación de rehabilitación donde estaba recibiendo tratamiento después de un atentado.

### Atentados
Tatlıses  recibió un disparo en la pierna en 1990 y sobrevivió a otro intento de asesinato en 1998. El 14 de marzo de 2011, fue atacado y gravemente herido en la cabeza. A las 00:30 hora local, él y su portavoz Buket Çakıcı recibieron disparos de asaltantes desconocidos después de abandonar las oficinas del canal privado turco Beyaz TV después de su programa de televisión semanal. Cuando entraron en su vehículo, a Tatlises le alcanzó una bala que le entró por la parte posterior del cráneo y salió por el frente. Çakıcı también recibió un golpe en el cuello, pero sobrevivió al ataque. Los perpetradores portaban rifles Kalashnikov y escaparon en un automóvil negro. Fue llevado al Hospital Acıbadem en Estambul para recibir tratamiento de emergencia. Se sometió a una operación de cuatro horas para extraer la bala, después de lo cual se encontraba en condición estable. Él recuperó la conciencia cinco días después. Después de una semana, los doctores anunciaron que se estaba recuperando bien. El primer ministro de Turquía, Recep Tayyip Erdoğan, lo visitó y también anunció que se estaba recuperando bien. La policía en Turquía arrestó a unas 20 personas involucradas en el ataque. El 7 de abril, Tatlıses abandonó el Hospital Acıbadem con una escolta policial y viajó al Aeropuerto Internacional Atatürk, donde se embarcó en la ambulancia aérea Hawker 900XP del Ministerio de Salud para Alemania, para recibir rehabilitación intensiva en la Clínica de Traumatología Murnau.